# Мандино, Ог
Ог Мандино (англ. Og Mandino, 12 декабря 1923 года — 3 сентября 1996) — американский писатель, «гуру продаж» и автор книги Величайший торговец в мире. Его работы, основанные на христианском фундаментализме, находились под большим влиянием Наполеона Хилла и Эмметта Фокса. На сегодняшний день Мандино остаётся весьма популярным автором. Его книги проданы в количестве более 50 миллионов экземпляров и переведены на более чем двадцать пять различных языков. До 1976 года являлся президентом журнала Success Unlimited и был введён в Зал славы Национальной ассоциации спикеров.
Главным девизом Мандино было «сделай это сейчас». Его книга Величайший торговец в мире в какой то мере была предшественницей некоторых других популярных книг, как, например, Семь  привычек высокоэффективных людей.
Мать Ога предрекала ему писательскую судьбу. В старших классах он был редактором газеты и планировал поступать в Университет Миссури на факультет журналистики. Однако летом 1940 года его мать неожиданно умерла. Вместо того, чтобы идти в колледж, Ог решил пойти работать на бумажную фабрику и работал там до 1942 года, когда он вступил в Армейский воздушный корпус. Во время Второй мировой войны он летал на стратегическом бомбардировщике B-24 Liberator.

## Книги и пособия
- Величайший торговец в мире
- Величайший торговец в мире — 2. Конец истории
- Величайшая тайна в мире
- Величайший секрет в мире
- Секреты успеха и счастья
- Комиссия по делу Христа
- The Twelfth Angel
- The Greatest Miracle In The World
- The Gift Of Acabar
- The Choice
- A Better Way To Live
- The Christ Commission
- Spellbinder’s Gift
- The Return Of The Ragpicker
- Mission: Success!
- The God Memorandum
- The Ten Ancient Scrolls For Success: From The Greatest Salesman In The World
- He Is Tough